# 天主教豐沙爾教區
天主教豐沙爾教區（拉丁語：Dioecesis Funchalensis）是葡萄牙一個天主教教區，位於馬德拉群島，屬里斯本總教區。
現任教區主教為奴諾·布拉斯-達-施維亞-馬爾廷斯，榮休主教為安多尼·若瑟·卡瓦科-卡里略。2011年，有289,000名教友，估轄區總人口95.4%，有96個堂區、94名司鐸、1名終身執事、40名修士、182名修女。
教區成立於1514年1月12日，其中首三任主教皆未曾抵教區視事。1533年1月31日升為總教區，幅員極廣，包括亞速爾群島、果亞、非洲，以至巴西都受其管轄。1551年7月3日又降為教區，1570年歸里斯本總教區管轄。總主教只有一任。

## 資料文獻
1. ↑   (新闻稿). Holy See Press Office. 2019-01-12  [2019-07-20]. （原始内容存档于2019-07-20） （英语）.